# Monmouth County
Monmouth County is een county in de Amerikaanse staat New Jersey.
De county heeft een landoppervlakte van 1.222 km² en telt 615.301 inwoners (volkstelling 2000). De hoofdplaats is Freehold.

## Bevolkingsontwikkeling
Atlantic · Bergen · Burlington · Camden · Cape May · Cumberland · Essex · Gloucester · Hudson · Hunterdon · Mercer · Middlesex · Monmouth · Morris · Ocean · Passaic · Salem · Somerset · Sussex · Union · Warren